# 残疾人游泳

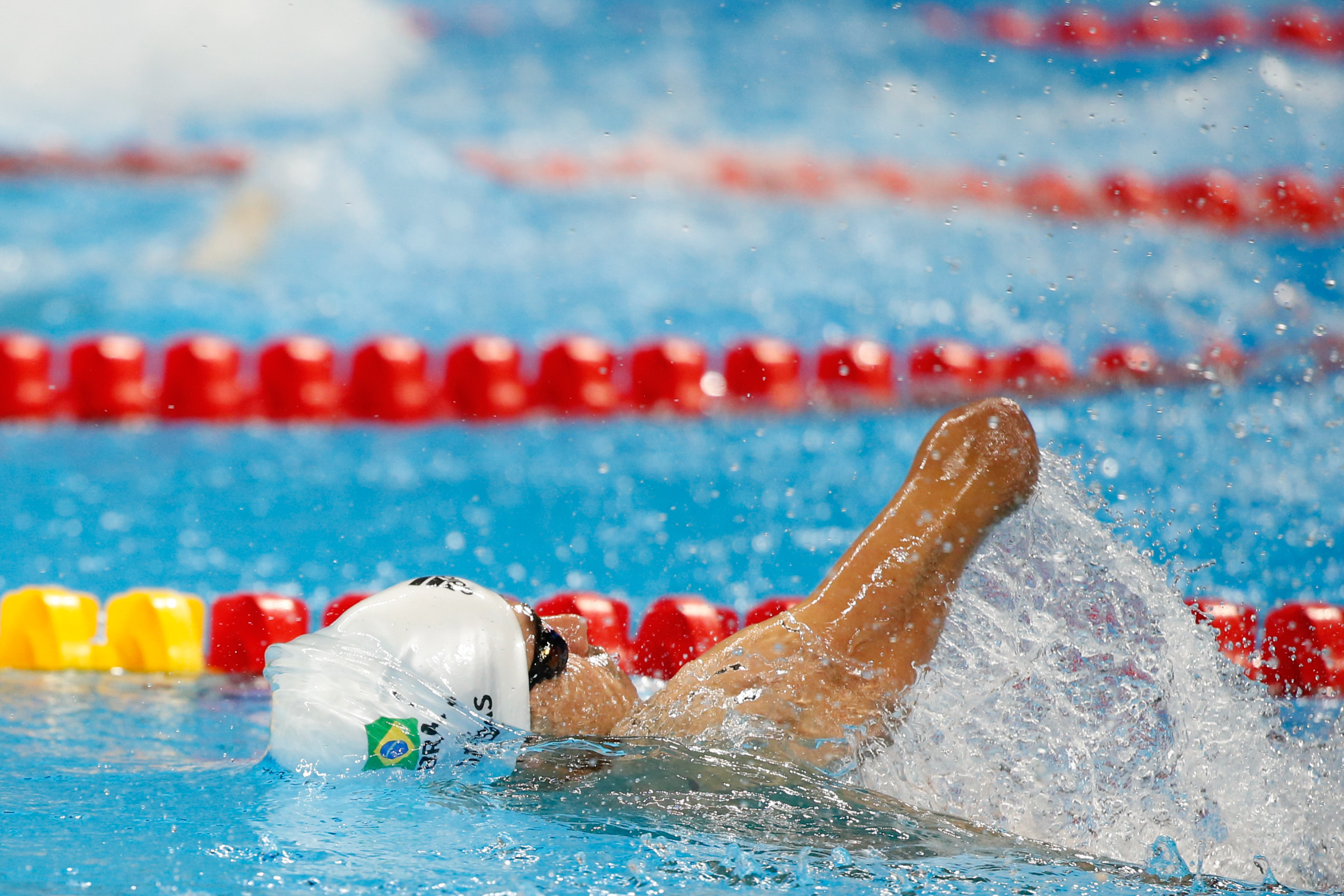
参加残疾人游泳比赛的运动员

残疾人游泳比赛指在残疾人奥林匹克运动会、世界残疾人游泳锦标赛等比赛中为残疾人举办的游泳比赛项目。

## 规则
残疾人游泳比赛规则由国际游泳联合会（FINA）制定。游泳运动员分别参加仰泳、蛙泳、蝶泳、自由泳、混合泳和接力赛。在残奥会、世界锦标赛和其他精英级别的比赛中，游泳运动员与奥运会相同规模的游泳池中比赛。
与健全人游泳比赛不同，残疾人游泳比赛的参赛者可以站在出发台上起跳出发，也可以坐在出发台上入水或者在水中出发，对于保持平衡困难的运动员，允许辅助人员在起跳台上协助其保持平衡。比赛期间，运动员不得穿戴假肢或任何辅助装置。
在有视力障碍的运动员参加的比赛中，为确保运动员安全，需要有辅助人员站在泳池边上，当运动员即将到边时，用“提示棒”轻轻敲打一下运动员的头部或背部，以提醒运动员即将转身或到达终点。若视力障碍运动员在出发或转身时误游进未使用泳道，允许其在该泳道上完成比赛；若视力障碍运动员无意中违规影响比赛，裁判员可判部分运动员重赛。

## 分级
残疾人游泳运动员比赛分为14个级别。分级以前缀字母S、SB或SM加数字组成，前缀字母代表泳姿，数字代表运动员的残障级别。S代表自由泳、蝶泳和仰泳；SB代表蛙泳；SM代表混合泳。数字1-10代表运动员是肢体残疾；11-13代表运动员视力残疾；14代表智力残疾。数字越大，运动员参与这项运动的能力就越强。